# Jean-Pierre-Antoine Tassaert

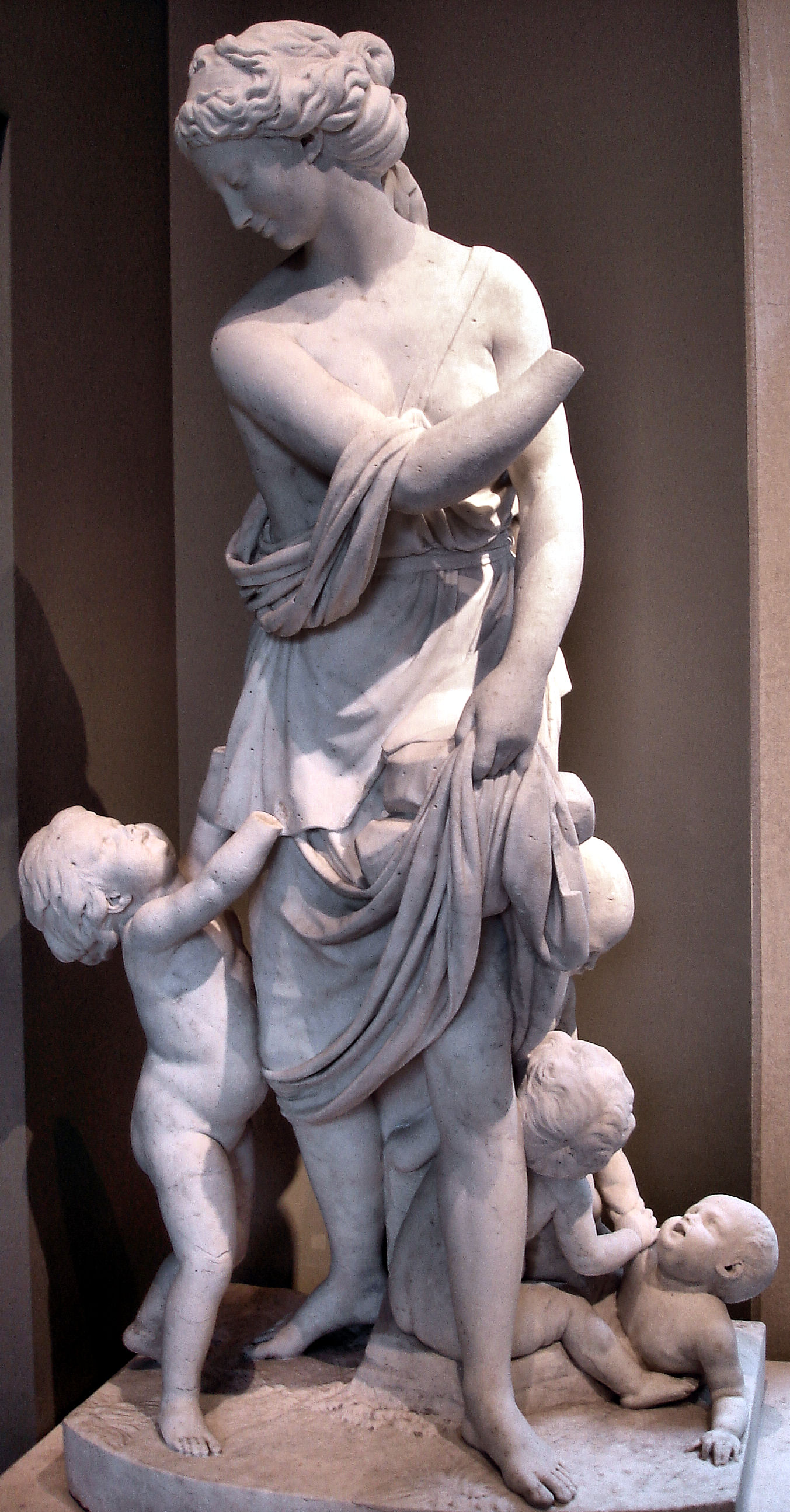
Pyrrha, skulptur av Jean-Pierre-Antoine Tassaert.

Jean-Pierre-Antoine Tassaert,  född (döpt 19 augusti) 1727 i Antwerpen, död 21 januari 1788 i Berlin, var en belgisk skulptör, farfar till Octave Tassaert.
Tassaert studerade i Antwerpen, i England och i Paris. Där blev han bemärkt och fick av prins Henrik av Preussen uppdrag att utföra allegoriska figurer och grupper för dennes palats i Berlin. 
Tassaert kallades till Berlin 1774 och utförde där, förutom flera byster, också statyer i marmor av generalerna Seydlitz och Keith. Dessa restes på den dåvarande Wilhelmplatz och är märkliga på det sättet att de är utförda i tidskostym. De är numera flyttade till Bodemuseum, men bronskopior finns uppställda på Zietenplatz i närheten av den ursprungliga platsen.
Tassaert var direktör för Konstakademien i Berlin och lärare till Johann Gottfried Schadow. Bland hans arbeten märks en skiss till ett ståtligt  monument över Fredrik den store för Berlin. Hans två döttrar och en son ägnade sig åt pastellmåleri och gravyr.